# اوک ولی (کالیفرنیا)
اوک ولی (به انگلیسی: Oak Valley) یک منطقهٔ مسکونی در ایالات متحده آمریکا است که در شهرستان یوبا، کالیفرنیا واقع شده‌است. اوک ولی ۹۱۸ متر بالاتر از سطح دریا واقع شده‌است.